# 11001 Andrewulff
11001 Andrewulff è un asteroide della fascia principale. Scoperto nel 1979, presenta un'orbita caratterizzata da un semiasse maggiore pari a 2,2275458 UA e da un'eccentricità di 0,2104728, inclinata di 6,05707° rispetto all'eclittica.